# I Stay in Love
«I stay in love» (Permanezco enamorada) es una canción escrita por la cantante Mariah Carey, Bryan-Michael Cox, Kendrick "Wyldcard" Dean, y Adonis Shropshire; producida por Carey y Cox, para el undécimo álbum de estudio de Carey E=MC². La canción es el cuarto sencillo del álbum y fue lanzado a mediados de octubre de 2008.

## Críticas y revisiones
La canción recibió comentarios muy positivos de parte de los críticos de música. El diario Los Angeles Times comentó que “I Stay In Love” “ no tenía adornos y que su voz era casi curtida en las notas bajas”, además agregó que “no era halagadora, pero que de verdad parece emocionante”.
El periódico The Republican comentó que “Mariah brilla en la canción”.Fox News Channel la describió cómo “una balada para matarse”. La revista People dijo que era la mejor balada del álbum, llamándola “linda”.
El diario Houston Chronicle comentó que era “una balada suave que Janet Jackson debería haber grabado”, además añadió que “Carey sin esfuerzo canta las notas altas al final de la canción”.

## Vídeo musical
El vídeo musical de la canción se filmó el 5 de octubre de 2008, en el hotel y casino Bellagio en Las Vegas, Nevada, bajo la dirección de ella y su marido Nick Cannon. Según Carey el videoclip fue inspirado en una historia que escribieron ella y su marido.